# 남위 25도
남위 25도는 적도로부터 남쪽으로 25도 떨어진 위선이다. 대서양, 아프리카, 인도양, 오스트랄라시아, 태평양, 남아메리카를 지난다.

## 지나가는 지역
남위 25도선은 본초 자오선에서 동쪽 방향으로 다음 지역들을 지나간다.
| 좌표                                                    | 국가, 지역, 해역  | 비고                                        |
| ------------------------------------------------------- | ----------------- | ------------------------------------------- |
| 남위 25° 0′ 동경 0° 0′  / 남위 25.000° 동경 0.000°      | 대서양            |                                             |
| 남위 25° 0′ 동경 14° 50′  / 남위 25.000° 동경 14.833°   | 나미비아          |                                             |
| 남위 25° 0′ 동경 20° 0′  / 남위 25.000° 동경 20.000°    | 남아프리카 공화국 | 노던케이프주 : 칼라할리의 최북단            |
| 남위 25° 0′ 동경 20° 20′  / 남위 25.000° 동경 20.333°   | 보츠와나          |                                             |
| 남위 25° 0′ 동경 25° 50′  / 남위 25.000° 동경 25.833°   | 남아프리카 공화국 | 노스웨스트주 림포포주 음푸말랑가주          |
| 남위 25° 0′ 동경 32° 2′  / 남위 25.000° 동경 32.033°    | 모잠비크          |                                             |
| 남위 25° 0′ 동경 34° 4′  / 남위 25.000° 동경 34.067°    | 인도양            | 모잠비크 해협                               |
| 남위 25° 0′ 동경 44° 2′  / 남위 25.000° 동경 44.033°    | 마다가스카르      |                                             |
| 남위 25° 0′ 동경 47° 0′  / 남위 25.000° 동경 47.000°    | 인도양            |                                             |
| 남위 25° 0′ 동경 113° 7′  / 남위 25.000° 동경 113.117°  | 오스트레일리아    | 웨스턴오스트레일리아주 - 도레섬             |
| 남위 25° 0′ 동경 113° 7′  / 남위 25.000° 동경 113.117°  | 인도양            | 지오그라피 해협                             |
| 남위 25° 0′ 동경 113° 39′  / 남위 25.000° 동경 113.650° | 오스트레일리아    | 웨스턴오스트레일리아주 노던 준주 퀸즐랜드주 |
| 남위 25° 0′ 동경 152° 30′  / 남위 25.000° 동경 152.500° | 태평양            | 산호해                                      |
| 남위 25° 0′ 동경 153° 13′  / 남위 25.000° 동경 153.217° | 오스트레일리아    | 퀸즐랜드주 - 프레이저섬                     |
| 남위 25° 0′ 동경 153° 21′  / 남위 25.000° 동경 153.350° | 태평양            | 산호해                                      |
| 남위 25° 0′ 동경 164° 55′  / 남위 25.000° 동경 164.917° | 태평양            | 핏케언 제도(영국령) 북쪽을 통과             |
| 남위 25° 0′ 서경 70° 28′  / 남위 25.000° 서경 70.467°   | 칠레              |                                             |
| 남위 25° 0′ 서경 68° 24′  / 남위 25.000° 서경 68.400°   | 아르헨티나        |                                             |
| 남위 25° 0′ 서경 58° 8′  / 남위 25.000° 서경 58.133°    | 파라과이          |                                             |
| 남위 25° 0′ 서경 54° 27′  / 남위 25.000° 서경 54.450°   | 브라질            | 파라나주 - 약 15km 상파울루주 - 약 20km     |
| 남위 25° 0′ 서경 47° 52′  / 남위 25.000° 서경 47.867°   | 대서양            |                                             |

## 같이 보기
- 남위 24도
- 남위 26도